# فريدريك جونسون
فريدريك جونسون (بالسويدية: Fredrik Jonsson)‏ مواليد 28 مارس 1977 في مالمو، هو لاعب كرة مضرب سويدي سابق بدأ مسيرته كمحترف سنة 1996 وكان يلعب باليد اليمنى، اعتزل اللعب في 2004. أعلى تصنيف له في الفردي كان المركز الـ 108 في سنة 2000. مسقط رأسه هو نفس مسقط رأس زميله لاعب التنس أندرياس فينسجويرا.